# Micarea pseudomarginata
Micarea pseudomarginata är en lavart som beskrevs av Coppins. Micarea pseudomarginata ingår i släktet Micarea och familjen Pilocarpaceae.   Inga underarter finns listade i Catalogue of Life.